# Будьонновск
Будьонновск (на руски: Будённовск) е град в Русия, Ставрополски край. Населението на града към 1 януари 2018 година е 62 495 души.
Основан е през 1799 г. от арменски заселници от Нагорни Карабах. Предишните имена на града са Карабаглъ, Святой Крест и Прикумск. Наименуван е Будьонновск през 1973 г. в чест на легендарния съветски маршал Семьон Будьони.
Будьонновският терористичен акт е извършен в този град през юни 1995 г.